# Танд
Танд (фр. Tende, окс. и итал. Tenda) — старинный город и коммуна на юго-востоке Франции в регионе Прованс — Альпы — Лазурный берег, департамент Приморские Альпы, округ Ницца, кантон Конт. До марта 2015 года коммуна являлась административным центром одноимённого упразднённого кантона (округ Ницца).
Площадь коммуны — 177,47 км², население — 2025 человек (2006) с тенденцией к стабилизации: 2153 человека (2012), плотность населения — 12,1 чел/км².

## Географическое положение
Расположен в горной расселине по берегам реки Ройя, на границе между французским Провансом и итальянским Пьемонтом. До 1947 года Танд входил в состав Италии.

## История
Сейчас это тихий городок, куда с Лазурного Берега добираются лишь самые любопытные туристы, но Городом управляло семейство Ласкари
Люди населяют окрестности Танда с древних времён. В Долине чудес, расположенной в этом районе, обнаружено более 40 000 доисторических наскальных изображений (петроглифов) бронзового века, созданных скорее всего из религиозных мотивов. Смысл многих петроглифов непонятен, так как на них часто изображали геометрические фигуры в странном сочетании. Когда именно Танд впервые стал организованным поселением неясно, но известно этот населённый пункт существовал в 690 году.
Танд — средневековый город с бурной историей. В Средние века он был самым крупным населённым пунктом в долине Ройя и являлся центром региона. В X веке Танд принадлежал последовательно графу Вентимилья, затем графам Прованса и графам Ласкари Вентимилья, ветви Иврейской династии, происходившая от брака графа Вентимильи с дочерью никейского императора Феодора II из рода Ласкарисов. Родовой замок Ласкари, который был построен в XIV веке для защиты от нападения графа Прованса Шарля Анжуйского, был самым заметным архитектурным сооружением всей долины Ройя. Теперь от него остались похожие на шпиль остатки главной башни замка. Замок был разрушен в 1692 году, когда король Людовик XIV приказал своему маршалу Катина разрушить все укреплённые сооружения во Франции, которые могли бросить вызов его правлению. Единственное сохранившееся законченное сооружение — это круглая башня, преобразованная в часовую в XIX веке. Звон колоколов часов слышен днем и ночью по всему Танду.
Танд расположен на месте, которое когда-то было важным маршрутом торговли солью между Италией и Францией. Во время своего правления в Танде Ласкари требовали пошлину с тех, кто перевозил соль, и с других товаров, проходящих через регион.
В 1498 году одна из представительниц рода Ласкари вступила в брак с «великим бастардом» Рене Савойским, принеся Савойскому дому Танд в качестве приданного. В последующие века Танд несколько раз переходил от Италии к Франции и обратно. В XIX веке Танд принадлежал сначала Савойскому дому, затем Первой Французской республике (позже Наполеоновской империи), затем восстановленному савойскому королевству Сардиния (ставшему в 1861 году Королевством Италия).
С 1861 по 1947 год Танд был частью Италии и пострадал во время итальянского вторжения во Францию в 1940 году. Танд была последней коммуной, присоединившейся к Французской Республике в 1947 году, что было одобрено местным референдумом, когда Италия была вынуждена уступить (после поражения во Второй мировой войне) альпийские районы Франции.

## Население
Население коммуны в 2011 году составляло 2114 человек, а в 2012 году — 2153 человека.
| 1962 | 1968 | 1975 | 1982 | 1990 | 1999 | 2006 | 2011 | 2012 |
| ---- | ---- | ---- | ---- | ---- | ---- | ---- | ---- | ---- |
| 1954 | 2053 | 1951 | 1954 | 2089 | 1844 | 2025 | 2114 | 2153 |

Динамика численности населения:

## Экономика
В 2010 году из 1177 человек трудоспособного возраста (от 15 до 64 лет) 844 были экономически активными, 333 — неактивными (показатель активности 71,7 %, в 1999 году — 72,2 %). Из 844 активных трудоспособных жителей работали 791 человек (409 мужчин и 382 женщины), 53 числились безработными (23 мужчины и 30 женщин). Среди 333 трудоспособных неактивных граждан 70 были учениками либо студентами, 136 — пенсионерами, а ещё 127 — были неактивны в силу других причин.
На протяжении 2010 года в коммуне числилось 828 облагаемых налогом домохозяйств, в которых проживало 1654,5 человека. При этом медиана доходов составила 17 тысяч 532 евро на одного налогоплательщика.

## Достопримечательности (фотогалерея)
Во времена Ласкари, в XV веке, в городе был возведен собор Вознесения Богоматери (фр. Église collégiale Notre Dame de l'Assomption)—- его красные стены и сегодня украшают город. В крипте собора находятся гробницы членов семьи Ласкари. Городское кладбище является архитектурной достопримечательностью. Находится оно на самой высокой точке города — чтобы враги, надумавшие захватить Танд, добрались до погоста в самую последнюю очередь. Кладбище расположено ярусами. На самом верхнем ярусе размещены склепы наиболее состоятельных людей.
Возле собора Вознесения Богоматери расположены две часовни —- Братства Чёрных кающихся и известная своими фресками часовня Братства Белых кающихся. Самые старые здания города — церковь Святого Михаила (XII) и часовня Святого Спасителя (XIII).
Старый город расположен компактно и застроен домами XV века из красноватого и зеленоватого сланца. Сланцем же покрыты и крыши этих домов. В эту часть города ведёт всего пара улиц. От дома к дому жители пробираются по крутым, извилистым каменным ступеням. Оконные переплеты, старинные деревянные двери, как и ручки на этих дверях, похожи на экспонаты музея.
В городе расположены — музей мёда и пчёл, административный центр Национального парка Меркантур и музей Мервёй. Предмет интереса городских музеев — история, этнография и археология долины реки Ройя.
- Улица в Танде
- С высоты птичьего полёта

## Туризм
В город ведёт современное шоссе и линия железной дороги. На вокзал Танда приходят поезда из Ниццы — три раза в день. Сама река Ройя является одним из наиболее привлекательных для рафтинга рек Лазурного Берега. Жители Танда ловят в реке форель. Из города проложено несколько пешеходных маршрутов в расположенные вокруг горы — разного уровня сложности.

## Города-побратимы
- Нарцоле, Италия (1992)